# Martirio di san Sebastiano (Campi)
Il Martirio di san Sebastiano è un dipinto a olio su tela di Antonio Campi conservato presso la pinacoteca del Castello Sforzesco di Milano.

## Storia
Non si conosce l'esatta committenza e l'originaria collocazione della tela, anche se la firma che riporta l'identificazione sua come «cremonese», farebbe ritenere una committenza al di fuori dalla città che gli ha dato i natali, in quegli anni, infatti, l'artista pare che fosse molto presente a Milano. Le ricerche riporterebbero l'opera presente nella chiesa di Sant'Antonio delle Monache con la commissione di Danese Filodoni, cancelliere del Ducato di Milano. Ma questa indicazione non trova conferma, potrebbe riferirsi a un alto lavoro di Antonio Campi.
Il dipinto conserva sul blocco di pietra dove posta il piede destro san Cristoforo, la firma e la datazione: “ANTONIUS CAMPUS CREMONESIS FA. 1575” e proviene per alienazione nel 1938, dalla collezione di Carolina Clerici Massimini.

## Descrizione
Il dipinto raffigura il martirio del santo che si svolge in un ambiente esterno, in una zona di campagna collinare. Le braccia legate a un albero lo tengono bloccato e gli coprono parzialmente il volto che alza lo sguardo al cielo. Una freccia lo ha trafitto sul braccio sinistro, la sola freccia raffigurata sul corpo nel santo. Sul lato destro della tela vi è raffigurato un giovane che cerca di domare un cavallo bianco, forse il cavallo non si lascia sottomettere perché è di san Sebastiano. Sempre a destra vi è raffigurata una casa a graticcio con il tetto di paglia, raffigurazione di ispirazione fiamminga riprende infatti le opere definite “Piccoli paesaggi” che ebbero molta attenzione anche nella pittura italiana della fine del Cinquecento. Ai piedi del giovane vi è una faretra riccamente decorata a indicare l'appartenenza a un personaggio importante. A destra vi è dipinto un uomo dalla lunga barba bianca con una ricca lorica romana, che tiene un arco teso con la freccia ed è quindi l'aguzzino del santo, è dal suo arco la freccia che ha colpito san Sebastiano sul braccio.L'essere questo raffigurato a mezzo busto, quindi posto più in basso della scena principale del dipinto, e anche la sua vetusta età, farebbe pensare alla committenza. L'uomo infatti, pur avendo appena scoccato un dardo, volge lo sguardo compassionevole verso il martire, quasi una forma di pentimento.
L'artista ha dato molto attenzione anche alla natura, la cura nel dipingere le foglie dell'albero e di tutto l'ambiente. Secondo lo storico Roberto Longhi, la tela presenta assonanze con l'opera di Dosso Dossi. La pittura del Campi presenta quindi questa importante impronta nordica che legate a un intenso realismo, quasi brutale.